# Adicella leda
Adicella leda är en nattsländeart som beskrevs av Schmid 1994. Adicella leda ingår i släktet Adicella och familjen långhornssländor. Inga underarter finns listade i Catalogue of Life.